# Pterolophia reducta
Pterolophia reducta là một loài bọ cánh cứng trong họ Cerambycidae.